# Hauptstraße 26 (Mönchengladbach)

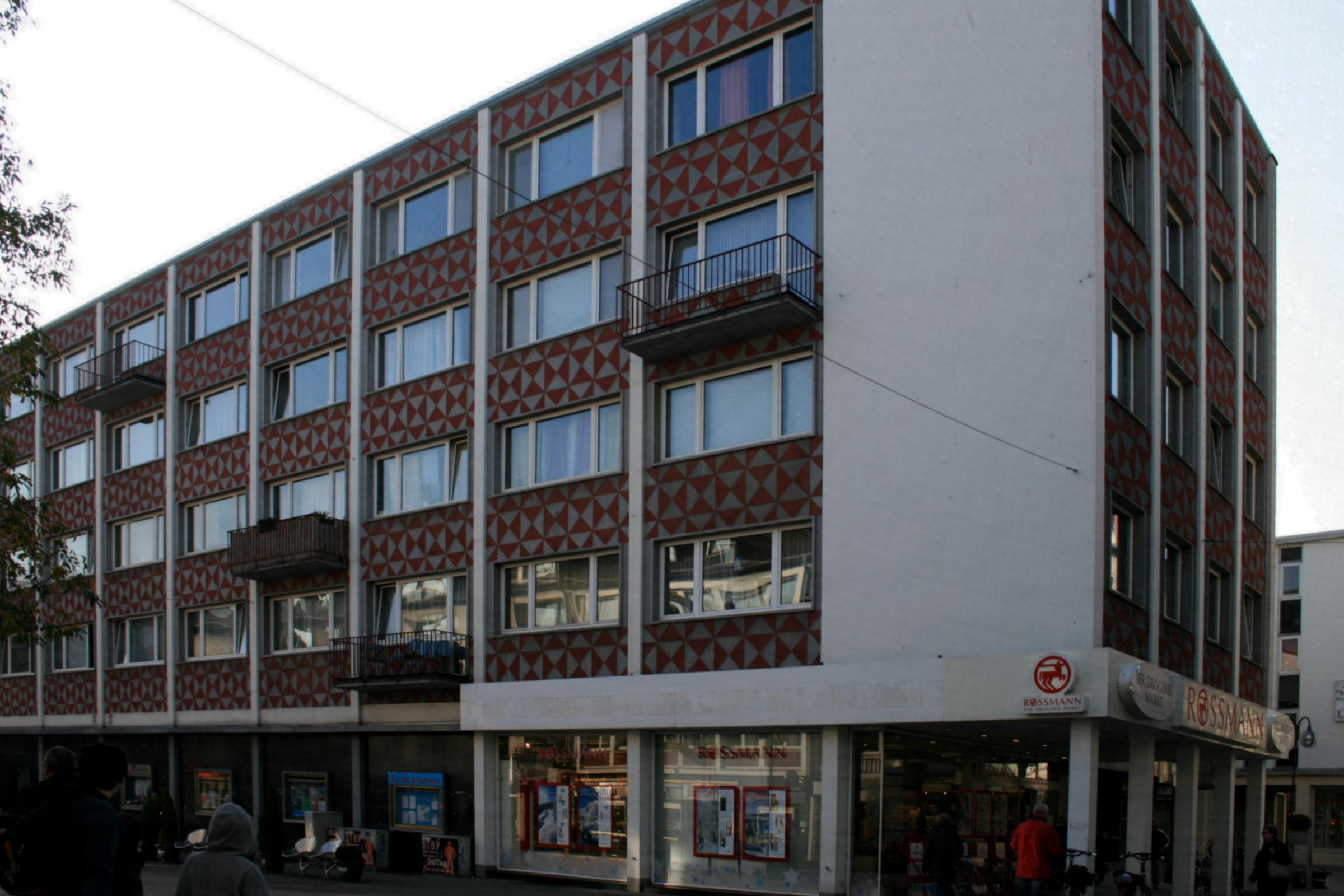
Wohn- und Geschäftshaus (2011)

Das Wohn-/Geschäftshaus Hauptstraße 26 steht im Stadtteil Rheydt in Mönchengladbach (Nordrhein-Westfalen).
Das Gebäude wurde 1960 erbaut. Es wurde unter Nr. H 109  am 1. August 2011 in die Denkmalliste der Stadt Mönchengladbach eingetragen.

## Lage
Das Wohn- und Geschäftshaus Hauptstraße 26 stellt einen Kopfbau innerhalb der Kammbebauung der Hauptstraße von Rheydt dar und bildet gleichzeitig die westliche Begrenzung der Einmündung der Harmoniestraße in die Hauptstraße, gegenüber der Folge Hauptstraße 30 (Kopfbau), Harmoniestraße 1, Harmoniestraße 3 auf der Ostseite.

## Architektur
Es handelt sich um einen breit gelagerten fünfgeschossigen Flachbau, die Längsseite mit 8+1 Achsen zur Harmoniestraße, die Stirnseite mit vier Achsen zur Hauptstraße, dort im Erdgeschoss gemäß der übergeordneten Konzeption der Einkaufsstraße mit einem äußeren, gedeckten Durchgang hinter Pfeilern geöffnet. Zur Harmoniestraße (und zum Durchgang an der Hauptstraße) hin ist das Erdgeschoss in den beiden rechten Achsen großflächig in Schaufenstern geöffnet (Substanz verändert), die anschließenden Achsen besitzen eine geschlossene, dunkle Plattenverkleidung, in die kleinformatige, leicht vorstehende Vitrinen mit goldeloxierter Rahmung eingesetzt sind.
Über dem Erdgeschoss zeigt der Bau wieder, ähnlich wie bei Harmoniestraße 3, die charakteristische Mischung aus weiß gestrichenem und leicht vortretendem Stahlbetonraster, liegenden (hier im Verhältnis ca. 1:2:1 dreiteiligen) Fensterformaten und dominant roten Brüstungsfeldern, welche mit Rautenmustern gestaltet sind, diesmal jedoch durch Farbflächen (rot-grau) noch einmal in liegende und stehende Dreiecksfelder unterteilt. Die Achse über dem Durchgang ist zur Aufnahme von Werbung flächig ohne Fenster gehalten.
Die Einmündung der Harmoniestraße in die Hauptstraße war zunächst als überbauter Durchgang geplant, auch um den platzartigen Charakter der Harmoniestraße an dieser Stelle zu betonen. Noch 1952 gab es konkrete Überlegungen für eine solche Baumaßnahme mit Überbauung der Einmündung (Bauherr: Paul Wallraf); ein entsprechendes Baugesuch wurde 1953 trotz Einschaltung von Hans Schwippert als Gutachter durch den Bauherren von der Stadt abgelehnt, die, weil zunächst nur eingeschossig geplant, hier einen sich verselbständigenden "Interimsbau" befürchtete. 1957/58 gab es Pläne für ein Kaufhaus auf dem Grundstück (Woolworth; Bauherr:Hans Wallraf; Architekt: Paul Bernert), das ebenfalls nicht ausgeführt wurde, dessen Grundkonzeption als großvolumiger fünfgeschossiger Kubus dem dann verwirklichten Bau 1960/61 aber schon entsprach.
Im Erdgeschoss des Hauses war ursprünglich ein Lebensmittel-Supermarkt, in den vier Obergeschossen sah der Bauantrag insgesamt 22 Wohnungen vor.
Die Feststellung des Denkmalwertes ist auf das Äußere beschränkt. Dies betrifft die kubische Grundform als integraler Bestandteil der übergeordneten städtebaulichen Figur der Kammbebauung, sowie originale Substanz, Proportion und Ornamentierung.
Als Teil des genannten Wiederaufbau-Ensembles ist das Haus Hauptstraße 26 bedeutend für Rheydt, Stadt Mönchengladbach. Erhaltung und Nutzung seines Äußeren, der Fassade in Substanz, Proportion und Ornamentierung, sowie der kubischen Grundform des Baukörpers liegen aus wissenschaftlichen, architekturgeschichtlichen und städtebaulichen Gründen im öffentlichen Interesse. Es handelt sich daher gemäß § 2 des Denkmalschutzgesetzes (DSchG) NRW im bezeichneten Umfang um ein Baudenkmal.